# Jyotirlinga

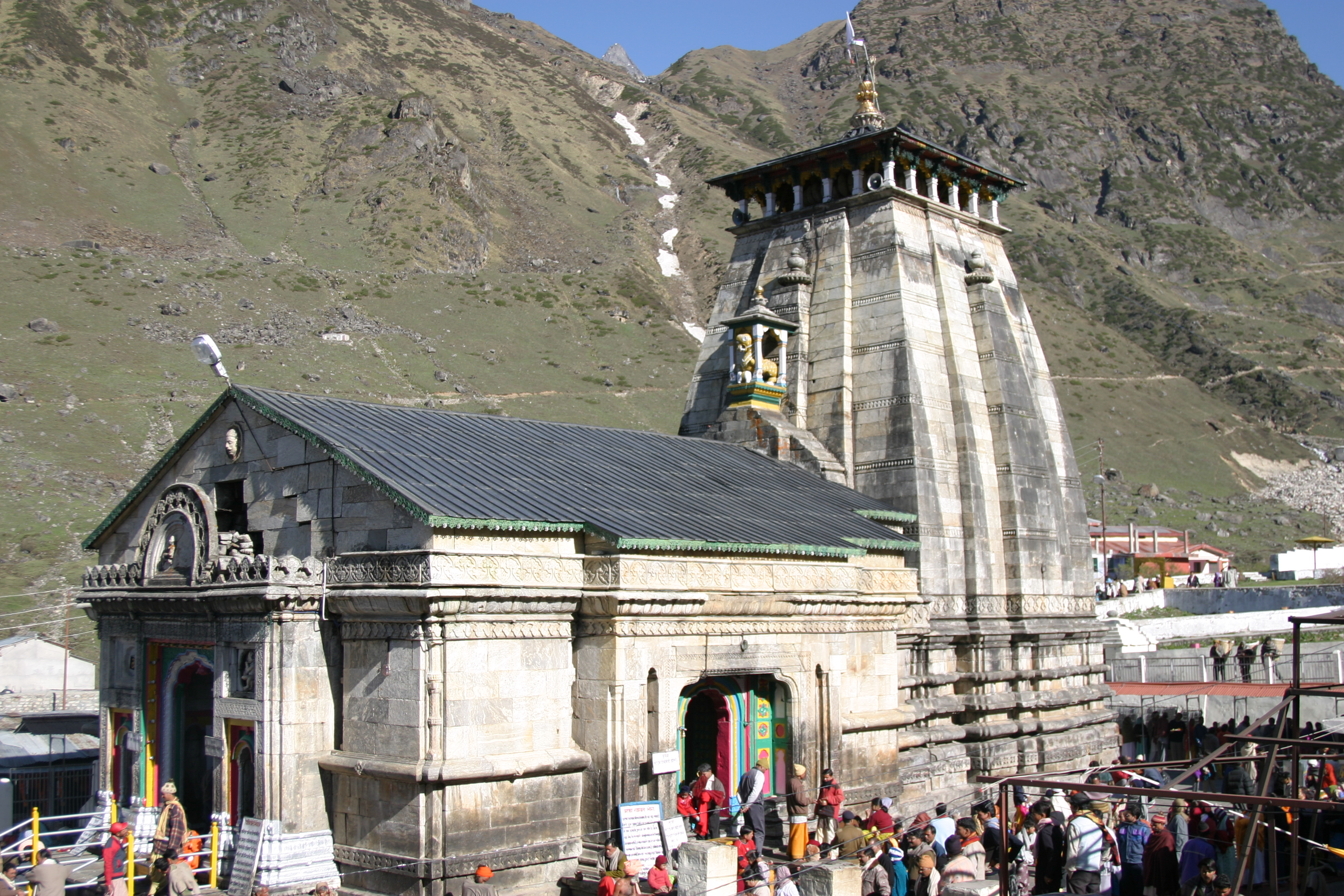
Templo de Kedarnath, el yiotir-linga situado más al norte de la India.

Un yiotir linga (‘lingam de luz’) es un templo donde el dios hinduista Shivá es adorado en la forma de un falo de piedra. En la India hay doce yiotir lingas tradicionales. Los nombres y la localización de estos lugares sagrados se hallan en el Shata-rudra-samjita (‘relación de los cien Rudras’) del Sivá-purana. La leyenda dice que si uno recita los nombres de los doce yiotir-lingas se libra de todos sus pecados.
Cuenta la leyenda que Sivá se apareció como un yiotir-lingam para resolver un conflicto entre Brahmá y Visnú, quienes estaban luchando para tratar de averiguar quién era más poderoso. Sivá apareció en forma de una inmensa columna y les pidió a Brahmá y a Visnú que encontrasen el final de esa columna. Ninguno de los dos la encontró, pero Brahma fue engañado por la flor del ketaki (Pandanus fascicularis o Pandanus odoratissimus), que le dijo que el propio Shivá la había colocado en la cima de la columna. Sivá se molestó tanto que maldijo la flor y ésta nunca más sirvió como ofrenda a este dios. También maldijo a Brahmá, que en adelante no tendría más devotos: solo tendría un templo en su honor en Pushkar.

## Los doce yiotir lingas

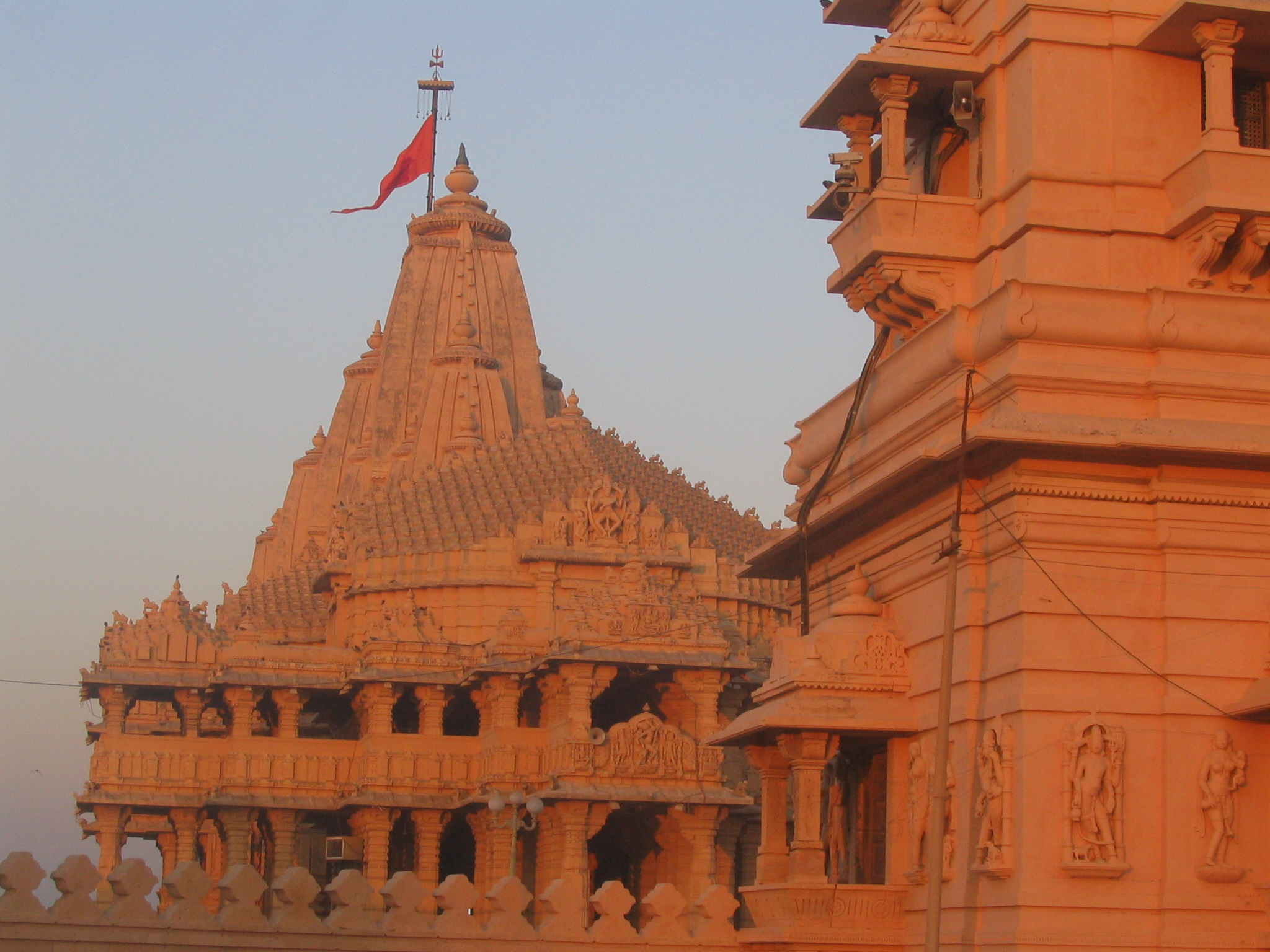
Templo de Somnath, en la costa occidental de Gujarat, donde se adora a Shiva como dios de la Luna.

- Somnath: es el más importante de los doce santuarios yiotir linga de Sivá. Está situado en la región Saurashtra (estado de Guyarat). Fue destruido y reconstruido doce veces. Es el templo de Shiva con la luna en la cabeza, como dios de la Luna.
- Srisailam, también llamado Mallikarjuna: situado en una colina sobre el río Krisná, cerca de Kurnool en Andhra Pradesh, es un templo muy antiguo. Está dedicado a Mallika-Áryuna Suami y a Bhramaramba. Se dice que en este lugar la diosa Amba adoptó la forma de una abeja (bhrama) para adorar a Sivá. Aquí, el joven erudito Adi Shankará compuso su Sivá-ananda-lajiri. En este templo, todos los visitantes pueden tocar a la deidad.
- Mahakaleshwar: situado en la ciudad de Ujjain (en el estado de Madhia Pradesh). Se dice que un demonio llamado Dushana apareció en este lugar y atormentó a la población hasta que Shivá se presentó y permaneció aquí como Mahakaleshwar Yiotirlinga.
- Nageshwar: situado en la ciudad de Dwarka (en Guyarat). Se dice que aquí Shiva derrotó a un demonio llamado Daruka, que había encarcelado a todos sus devotos.
- Omkareshwar: situado en Madhya Pradesh, en una isla del río Narmadá. Templo de Omkareshwar, en una isla con forma de om.

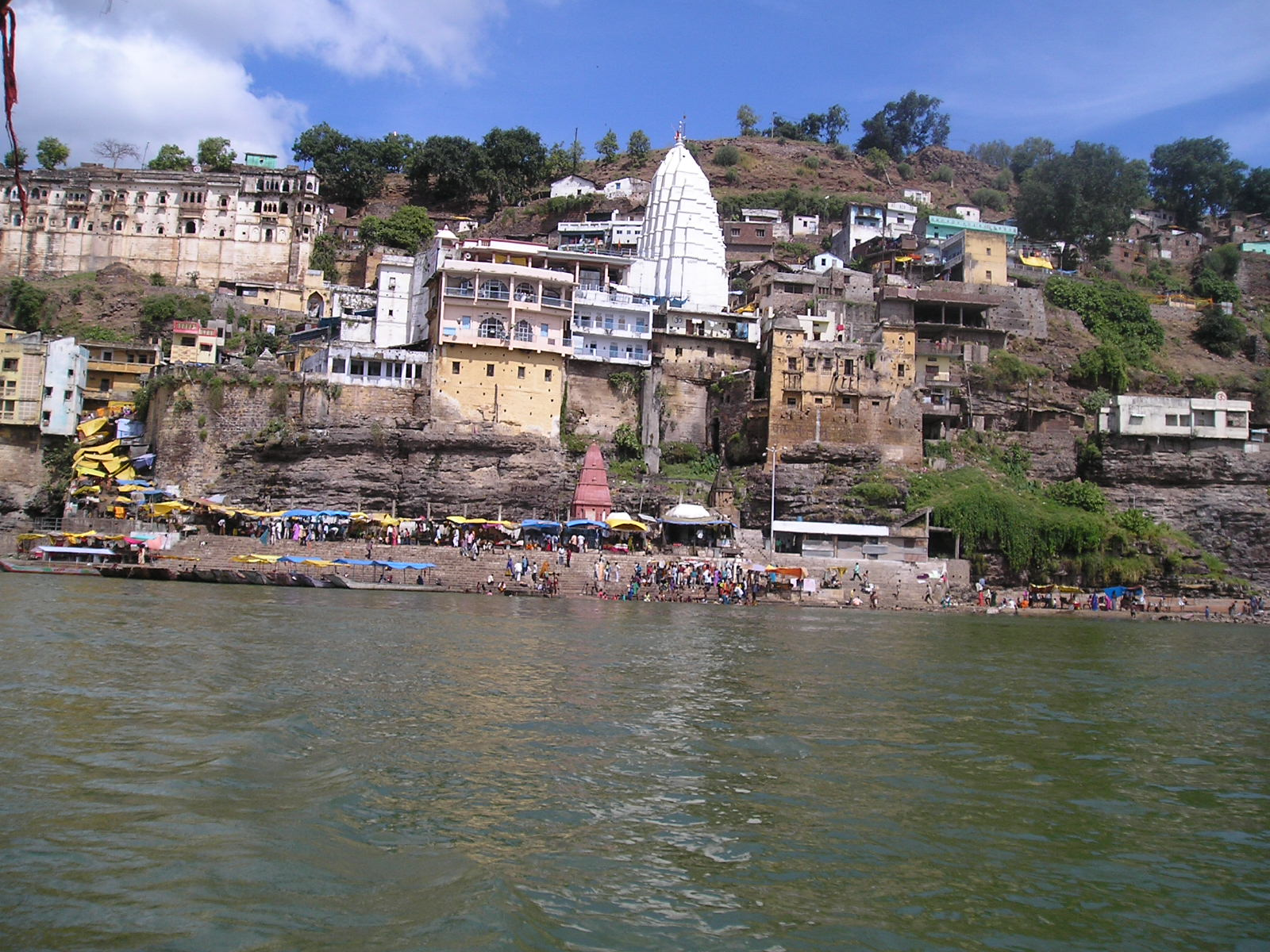
Templo de Omkareshwar, en una isla con forma de om.

- Kedarnath: situado en el estado de Uttaranchal, es el santuario situado más al norte. Solo es accesible a pie y solo seis meses al año, pues el resto del tiempo está aislado por la nieve, ya que se encuentra a una altitud de 3.584 m, en el nacimiento del río Mandakini.
- Bhimashankar: situado en el estado de Maharashtra. Según la leyenda, en este lugar Shivá asesinó al demonio Tripurasura. El templo está en el origen del río Bhima. Se dice que Shivá se instaló en la cresta de las colinas cercanas, que adoptó la forma de Bhima y que su sudor dio origen al río.
- Kashi Vishwanath: este templo es uno de los más famosos. Se encuentra a orillas del río Ganges, en la ciudad de Benarés (en el estado de Uttar Pradesh). Se dice que aquí es donde vive Shivá. En el lugar sagrado hay un lingam hecho de piedra negra sobre un altar cuadrado de plata. El lugar es pequeño, pero está rodeado de numerosos templos subsidiarios.
- Trimbakeshwar: situado cerca de Nashik en Maharashtra, está asociado al origen del río Godavari. El lingam está cubierto generalmente con una máscara de plata dentro de una corriente agua.
- Ramesuara: este templo está en la ciudad de Rameswaram, en Tamil Nadu, y es el yiotir-linga situado más al sur de la India. Está asociado al regreso victorioso del rey Rama desde Sri Lanka. Hay en el templo 22 fuentes sagradas de aguas consideradas medicinales.
- Grishneshwar: está situado en Daulatabad, cerca de Aurangabad, en Maharashtra, no muy lejos de los templos excavados en la roca de Ellora. La leyenda cuenta que una mujer que adoraba a Shivá sumergió un lingam en un estanque y su hijo, que estaba muerto, se apareció milagrosamente en el agua.
- Vaidyanath: se encuentra en la ciudad de Deoghar, en el estado de Jharkhand, al este de la India. Está asociado al arrepentimiento del demonio Ravana.

Hay otros dos templos fuera de la India que han sido declarados yiotir-lingas por los devotos, uno en la isla Mauricio, en Ganga Talao, y otro en Sídney (Australia).